# Nicodemos Júnior Estanislau Morais
Nicodemos Júnior Estanislau Morais é um ex-médico ginecoloista e estuprador em série brasileiro condenado a mais de 309 anos de prisão pelos crimes de estupro de vulnerável, violação sexual mediante fraude e assédio sexual. Os crimes envolvem 45 vítimas na cidades de Abadiânia e Anápolis, no estado de Goiás, entre 2016 e 2021. "A medicina existe para curar as pessoas, não para feri-las ainda mais", destacou a juíza Lígia Nunes de Paula, ao justificar uma das senteças de prisão.   
O caso lembra o de outro médico ginecologista especialista em reprodução humana, Roger Abdelmassih, condenado a mais de 270 anos de prisão pelo estupro de mais de 50 mulheres.

## Investigação
As primeiras denúncias surgiram em meados de 2021, quando três vítimas procuraram a Delegacia de Atendimento à Mulher (Deam) de Anápolis, que criou a Operação Sex Fraud. As investigações então concluíram que ele escolhia pacientes jovens, bonitas e que iam sozinhas a seu consultório e que poderia haver muitas vítimas mais nos estados do Pará, Paraná e Distrito Federal onde ele também tinha registro para praticar a medicina.  
Os policiais também descobriram que ele tinha sido condenado por violação sexual mediante fraude em Brasília e que uma mulher do Paraná havia registrado ocorrência pelo mesmo crime, mas que o caso tinha sido arquivado. 
Depois dos primeiros casos serem divulgados, outras mulheres procuraram a polícia. "Ele teve conversas inadequadas, me mostrou sites obscenos, brinquedos eróticos e tocou em mim não da forma que um ginecologista deveria tocar. Quando ele colocou minha mão da parte íntima dele, sabe?", disse uma das vítimas. Outra delas, que tinha então 20 anos, relatou que foi abusada quando tinha apenas 12 anos. "Ele veio me falar que eu podia começar a me masturbar, e me mostrou histórias em quadrinhos pornô, vídeo, mandando os links pra mim, me falando quais eram os links que eu poderia entrar para assistir. Depois levantou, pegou minha mão e colocou nele, na parte intima dele", disse.  

## Prisão
Em 29 de setembro de 2021, após as primeiras denúncias, Nicodemos foi preso em seu consultório em Anápolis. “Ele foi preso preventivamente por violação sexual mediante fraude, porque usava do fato de ser médico para cometer os abusos”, explicou a delegada Isabella Joy, responsável pela investigação então.   
Ele, no entanto, foi solto em 04 de outubro, apesar do juiz ditar que ele deveria usar tornozeleira eletrônica, não poderia exercer a profissão e nem sair de Anápolis. O Ministério Público recorreu contra a decisão que concedeu liberdade provisória e ele voltou a ser preso após a repercussão dos crimes. 

## Julgamento e pena
Em outubro de 2021 Nicodemos virou réu em dois processos, um deles referente a vítimas de Abadiânia, e, o outro, referente a vítimas de Anápolis. Em final de novembro seguinte, ele virou réu em outros 5 processos referentes a casos acontecidos também em Anápolis.  
Ele acabou condenado pela primeira vez em abril de 2022, recenbendo a penas de 35 anos de reclusão por 4 crimes de estupro de vulnerável do processo de Abadiânia. Ele também foi obrigado ao pagamento de R$ 20 mil de indenização para cada vítima. 
Em junho de 2023, ele foi condenado outras duas vezes, em dois processos envolvendo 21 vítimas de Anápolis. Ele também foi condenado a pagar R$ 100 mil de indenização para cada mulher. 